# Куренецкий район
Курене́цкий район (бел. Куранецкі раён) — административно-территориальная единица в Белорусской ССР в 1940—1946 годах, входившая в Вилейскую, затем — в Молодечненскую область. Преобразована (переименована) в Вилейский район.
Куренецкий район был образован в Вилейской области 15 января 1940 года, в октябре установлено деление на 13 сельсоветов, а центр района, деревня Куренец, преобразована в городской посёлок. С 20 сентября 1944 года — в Молодечненской области. 5 июля 1946 года переименован в Вилейский район.
Сельсоветы
- Боровцовский;
- Ижский;
- Коловичский;
- Костеневичский;
- Кузьмичский;
- Куренецкий;
- Осиповичский;
- Рабунский;
- Речковский;
- Русскосельский;
- Талутский;
- Холопковский;
- Чурлонский.